# Непал на летних Олимпийских играх 2000
Непал принимал участие в Летних Олимпийских играх 2000 года в Сиднее (Австралия) в девятый раз за свою историю, но не завоевал ни одной медали. Сборную страны представляло 5 спортсменов, в том числе три женщины.

## Состав олимпийской сборной Непала

### Лёгкая атлетика
Спортсменов — 2
Мужчины
| Дисциплина         | Спортсмен           | Предварительные забеги | Предварительные забеги | Предварительные забеги | Финал     | Финал     |
| Дисциплина         | Спортсмен           | Забег                  | Время                  | Место                  | Время     | Место     |
| ------------------ | ------------------- | ---------------------- | ---------------------- | ---------------------- | --------- | --------- |
| бег на 5000 метров | Гьян Бахадур Бохара | 2                      | 14:34,15 NR            | 34                     | Не прошёл | Не прошёл |

Женщины
| Дисциплина        | Спортсменка      | Предварительные забеги | Предварительные забеги | Предварительные забеги | Четвертьфиналы | Четвертьфиналы | Четвертьфиналы | Полуфиналы | Полуфиналы | Полуфиналы | Финал     | Финал     |
| Дисциплина        | Спортсменка      | Забег                  | Время                  | Место                  | Забег          | Время          | Место          | Забег      | Время      | Место      | Время     | Место     |
| ----------------- | ---------------- | ---------------------- | ---------------------- | ---------------------- | -------------- | -------------- | -------------- | ---------- | ---------- | ---------- | --------- | --------- |
| бег на 100 метров | Деви Майя Панеру | 5                      | 12,74                  | 71                     | Не прошла      | Не прошла      | Не прошла      | Не прошла  | Не прошла  | Не прошла  | Не прошла | Не прошла |

### Плавание
Спортсменов — 2
В следующий раунд на каждой дистанции проходили лучшие спортсмены по времени, независимо от места занятого в своём заплыве.
Мужчины
| Спортсмен            | Соревнование        | Предварительные заплывы | Предварительные заплывы | Полуфиналы | Полуфиналы | Финал     | Финал     |
| Спортсмен            | Соревнование        | Результат               | Место                   | Результат  | Место      | Результат | Место     |
| -------------------- | ------------------- | ----------------------- | ----------------------- | ---------- | ---------- | --------- | --------- |
| Читра Бахадур Гурунг | 50 м вольным стилем | 27,02                   | 69                      | Не прошёл  | Не прошёл  | Не прошёл | Не прошёл |

Женщины
| Спортсменка  | Соревнование        | Предварительные заплывы | Предварительные заплывы | Полуфиналы | Полуфиналы | Финал     | Финал     |
| Спортсменка  | Соревнование        | Результат               | Место                   | Результат  | Место      | Результат | Место     |
| ------------ | ------------------- | ----------------------- | ----------------------- | ---------- | ---------- | --------- | --------- |
| Руна Прадхан | 50 м вольным стилем | 31,28                   | 32                      | Не прошла  | Не прошла  | Не прошла | Не прошла |

### Стрельба
Спортсменов — 1
После квалификации лучшие спортсмены по очкам проходили в финал, где продолжали с очками, набранными в квалификации. В некоторых дисциплинах квалификация не проводилась. Там спортсмены выявляли сильнейшего в один раунд.
Женщины
| Спортсмен        | Соревнование   | Квалификация | Место | Финал     | Место     | Всего | Место |
| ---------------- | -------------- | ------------ | ----- | --------- | --------- | ----- | ----- |
| Бхагавати Кхатри | Винтовка, 10 м | 386          | 43    | Не прошла | Не прошла | 386   | 43    |